# 冰IX
冰九（Ice IX）是水的一种固体形态，在温度140K或-133.15摄氏度以下且压力介于200到400兆帕时保持稳定。它具有四方晶格，密度为1.16克/厘米3，比普通冰高26%。它是通过将冰三从208 K快速冷却到165 K（以避免形成冰二）所形成，除内部氢有序外，其结构与冰三相同。
普通的水冰在布里奇曼命名法中称为冰一h。实验室已通过不同的温度和压力制出了从冰二到冰十九的不同类型的水冰。

## 另请查看
- 冰，其他晶体形式的冰。